# Bernard van Orley

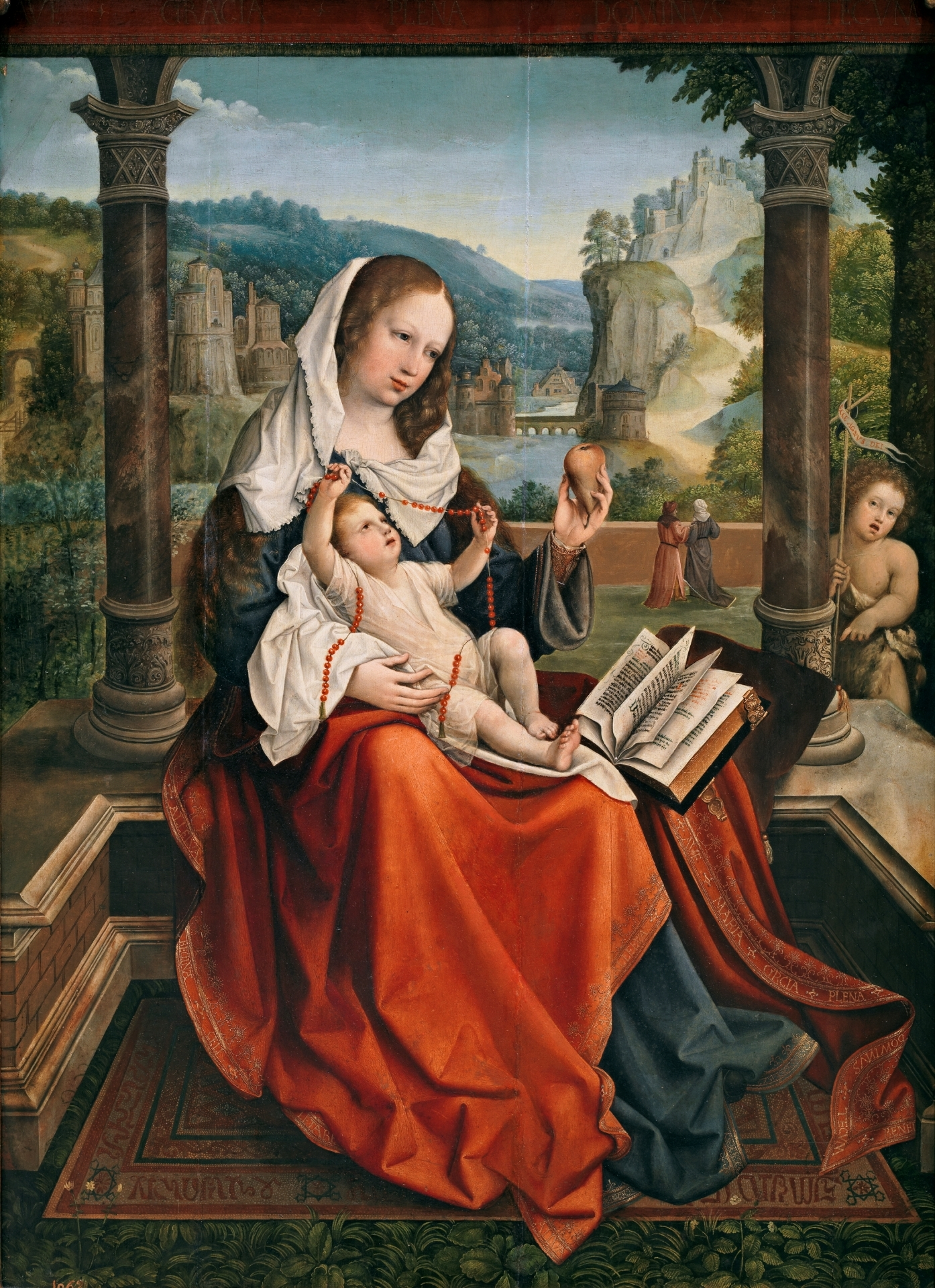
Maria med barnet av Bernard van Orley.

Bernard (eller Barend, Bernaert, Barent) van Orley, död 1542, var en flamländsk målare.
Orley blev mästare i Bryssel 1515 och var hovmålare hos Margareta av Österrike från 1518. Orley målade religiösa motiv och porträtt samt verkade som konstnärlig ledare inom vävnadstillverkningen. Han var påverkad av Albrecht Dürer i enskilda motiv och av Rafael genom den storslagna figurstilen och plastiska formen. Han närmade sig dock stilmässigt renässansen och anses som en av de första att använda stilen i Nederländerna.
Van Orley är mest känd genom sina altarverk som Korsfästelsen (Berlin), Madonna (Louvren), Yttersta domen (Antwerpen) samt flera arbeten i Bryssels museer, men målade även porträtt. Under sina senare år var van Orley främst sysselsatt med tapetväveri, vilket flera bevarade kartonger i museer i Paris, Dresden och München visar. Han komponerade även utkast till glasmålningar, av vilka några bevarats på Musée des arts décoratifs i Bryssel.